# Lspci
lspci est une commande sous Unix (et GNU/Linux) qui affiche des informations très détaillées sur les périphériques du bus PCI d'un ordinateur. Il est basé sur la bibliothèque logicielle libpci.
Exemple de résultat sur système Linux
```
# lspci
00:00.0 Host bridge: 
Intel
 Corporation 82815 815 
Chipset
 Host Bridge and Memory Controller Hub (rev 11)
00:02.0 
VGA
 compatible controller: Intel Corporation 82815 CGC [Chipset Graphics Controller] (rev 11)
00:1e.0 PCI bridge: Intel Corporation 82801 Mobile PCI Bridge (rev 03)
00:1f.0 
ISA
 bridge: Intel Corporation 82801BAM ISA Bridge (LPC) (rev 03)
00:1f.1 
IDE
 interface: Intel Corporation 82801BAM IDE U100 (rev 03)
00:1f.2 
USB
 Controller: Intel Corporation 82801BA/BAM USB (Hub #1) (rev 03)
00:1f.3 SMBus
[
1
]
: Intel Corporation 82801BA/BAM SMBus (rev 03)
00:1f.4 
USB
 Controller: Intel Corporation 82801BA/BAM USB (Hub #2) (rev 03)
00:1f.5 Multimedia audio controller: Intel Corporation 82801BA/BAM 
AC'97 Audio
 (rev 03)
01:03.0 
CardBus
 bridge: O2 Micro, Inc. OZ6933/711E1 CardBus/SmartCardBus Controller (rev 01)
01:03.1 CardBus bridge: O2 Micro, Inc. OZ6933/711E1 CardBus/SmartCardBus Controller (rev 01)
01:0b.0 PCI bridge: Actiontec Electronics Inc Mini-PCI bridge (rev 11)
02:04.0 
Ethernet
 controller: Intel Corporation 82557/8/9 Ethernet Pro 100 (rev 08)
02:08.0 Communication controller: Agere
[
2
]
 Systems Win
Modem
 56k (rev 01)
```

Si des périphériques sont montrés comme inconnus (c'est-à-dire Unknown device 2830 (rev 02)), alors exécuter la commande update-pciids.

## Exemple de commande
La commande ci-jointe demande les détails de tous les périphériques du constructeur Texas Instruments (il est nécessaire au préalable d'avoir consulté la liste des identifiants pour voir que l'identifiant de ce constructeur est 104c)
```
lspci -vv -d 104c:*
```

Le résultat indique qu'il n'y a qu'un seul périphérique pour ce constructeur.
```
0000:00:08.0 
FireWire (IEEE 1394)
: Texas Instruments TSB43AB22/A IEEE-1394a-2000    Controller (PHY/Link) (prog-if 10 [OHCI])
 Subsystem: 
Asustek
 Computer, Inc.: Unknown device 808b
 Control: I/O- Mem+ BusMaster+ SpecCycle- MemWINV- VGASnoop- ParErr- Stepping- SERR- FastB2B-
 Status: Cap+ 66MHz- UDF- FastB2B- ParErr- DEVSEL=medium >TAbort- <TAbort-   <MAbort- >SERR- <PERR-
 Latency: 32 (500ns min, 1000ns max), Cache Line Size: 0x08 (32 bytes)
 Interrupt: pin A routed to 
IRQ
 217
 Region 0: Memory at da024000 (32-bit, non-prefetchable) [size=2K]
 Region 1: Memory at da020000 (32-bit, non-prefetchable) [size=16K]
 Capabilities: [44] Power Management version 2
 Flags: PMEClk- DSI- D1+ D2+ AuxCurrent=0
mA
   PME(D0+,D1+,D2+,D3hot+,D3cold-)
 Status: D0 PME-Enable- DSel=0 DScale=0 PME+
```

## Commandes apparentées
- setpci
- update-pciids